# Pesn pro kuptsa Kalachnikova
Pour plus de détails, voir Fiche technique et Distribution.
Pesn pro kuptsa Kalachnikova (Песнь про купца Калашникова, littéralement en russe : chanson sur le marchand Kalachnikov) est un film muet russe réalisé par Vassili Gontcharov, sorti en 1909.
Ce film est perdu.

## Synopsis
Le titre et l'intrigue reprennent le thème du poème écrit par Mikhaïl Lermontov en 1837, intitulé Le Chant du tsar Ivan Vassilievitch et du hardi marchand Kalachnikov.

## Fiche technique
- Photographie : Vladimir Siversen
- Musique : Mikhail Ippolitov-Ivanov
- Décors : Vatslav Fester